# Timna (terytorium Judy)
Timna – niezidentyfikowane miasto biblijne, należące według Księgi Jozuego (Joz 15,55) do plemienia Judy i położone w południowo-wschodniej części jego terytorium.